# Cladocolea mcvaughii
Cladocolea mcvaughii är en tvåhjärtbladig växtart som beskrevs av Kuijt. Cladocolea mcvaughii ingår i släktet Cladocolea och familjen Loranthaceae. Inga underarter finns listade i Catalogue of Life.